# Rhaphidostegium sebillei
Rhaphidostegium sebillei är en bladmossart som beskrevs av Brotherus och Thériot 1924. Rhaphidostegium sebillei ingår i släktet Rhaphidostegium och familjen Sematophyllaceae. Inga underarter finns listade i Catalogue of Life.